# La familia (pel·lícula)
La familia és una pel·lícula dramàtica veneçolana del 2017 dirigida per Gustavo Rondón Córdova. Es va projectar a la secció de la Setmana Internacional de la Crítica al 70è Festival Internacional de Cinema de Canes. Va ser seleccionada pre representar Veneçuela com a Millor pel·lícula en llengua estrangera als Premis Oscar de 2018, però no va ser nominada.

## Argument
A prop de Caracas, un pare i el seu fill adolescent fugen després que un violent altercat posi en risc les seves vides.

## Repartiment
- Giovanni García
- Reggie Reyes

## Recepció
Al juny de 2020, la pel·lícula té una puntuació d'aprovació del 91% a l'agregador de ressenyes Rotten Tomatoes, basat en onze crítiques amb una puntuació mitjana de 7,75/10.